# فولنبورن
فولنبورن (به آلمانی: Vollenborn) یک منطقهٔ مسکونی در آلمان است که در دوینا واقع شده‌است. فولنبورن  ۲۳۱ نفر جمعیت دارد.